# 2019年倫敦橋襲擊案
2019年11月29日，倫敦市中心倫敦橋附近发生了持刀襲擊事件。倫敦時間下午1點58分，警方接獲投報指一名施襲者持刀致傷五人，其中一男一女確認死亡，施襲者也當場被擊斃。
目擊者稱大約10位民眾嘗試制服一人，而後警方到場並開槍打死施襲者。施襲者據報身穿假的自殺式炸彈背心。倫敦救護站宣布事件為“重大事件”（major incident）。倫敦警察廳稱將以恐怖襲擊角度調查事件，但對其他可能動機持開放態度。警方疏散了倫敦橋與鄰近地區的公眾，封鎖案發現場。
据警察助理廳长尼尔·巴苏（Neil Basu）确认，嫌犯是28岁的乌斯曼·汗（Usman Khan），斯塔福德郡人。他于2012年因涉嫌设立恐怖分子营地、策划炸弹袭击伦敦证券交易所被判8年以下监禁，之后刑期于2013年被修订成18年，其中有8年必须在监狱服刑，同时延长了监外服刑的5年刑期。2018年12月獲准出狱。事发时，乌斯曼戴有电子脚镣。

## 事件背景
事發當日，恰逢“一起學習”囚犯改造計劃成立五週年，倫敦市倫敦橋北邊的魚販大廳舉行了以囚犯更生為主題的大會。“一起學習”囚犯改造計劃於2014年由劍橋大學法學院與劍橋大學犯罪學機構學者露絲·阿姆斯壯（Ruth Armstrong）與艾美·拉德洛（Amy Ludlow）創立，宗旨是幫助囚犯重新融入社會，並讓囚犯與高等教育人員“在包容與變革性的社群中共同學習與合作”。
所有改造計劃的參與者皆受邀請出席大會，而施襲者乌斯曼·汗在監獄內曾參與該計劃，因此也受邀出席。他獲提前釋放的其中一個條件是禁止進入倫敦，但他取得了一天豁免，從而允許他出席大會。

## 襲擊
2019年11月29日格林威治時間13點58分，倫敦市警察接獲投報指位於倫敦市中心、倫敦橋北邊的魚販大廳有事件發生，當時現場正舉行劍橋大學主辦的囚犯更生主題大會。一名與會者身穿假的自殺式炸彈背心，並揚言要炸毀該大廳。他接著開始攻擊在場公眾，目擊者稱他的兩手各綁上了一把廚房刀，襲擊方法與2017年倫敦橋襲擊案中施襲者所使用的招數一樣。數人隨即作出反抗，其中包括一名使用魚販大廳牆壁上的獨角鯨長牙作為武器的波蘭廚師以及一位正出席該大會、已被定罪的殺人犯詹姆斯·福特（James Ford）。施襲者隨後逃出建築，攻擊走在倫敦橋北面的行人。
施襲者造成數人受傷後被民眾制服。片段顯示大約10位民眾在橋上嘗試制服施襲者，其中一名隸屬英國交通警察局的便衣警官手持相信是從施襲者手上奪來的大刀並跑開，亦有人對施襲者使用滅火器，使其後退。警方隨後到場包圍施襲者並將正與施襲者纏鬥的民眾拉開，接著連開兩槍，施襲者當場死亡。

## 受害者
兇嫌在被制服之前一共致傷五人，其中三人與“一起學習”囚犯改造計劃有關聯，這三人後共二死一傷。
兩名死者分別為杰克·梅里特（Jack Merritt）與萨斯基亚·琼斯（Saskia Jones），皆死於刀傷。杰克·梅里特是劍橋大學的行政人員，其为科特纳姆人，事发时25岁。他是该校法律和犯罪学专业毕业生，也是“一起学习”囚犯改造计划的课程协调员。在他過世後，其父親在推特上發文表示“兒子不會希望自己的死促成更多酷刑或無必要的逮捕”。
另一名死者萨斯基亚·琼斯來自埃文河畔斯特拉特福，是23岁的剑桥大学毕业生，生前為“一起学习”囚犯改造计划的志願者。
三名傷者包括了兩名受重傷的女士，另一人則為協助制服兇嫌的廚師，他被兇嫌刺傷但傷勢不重。

## 反應
警方、救護車及消防隊先後抵達現場，其中倫敦救護站稱事態為“重大事件”（major incident）。警方疏散了倫敦橋與鄰近地區的公眾，受命疏散的地點包括著名的博羅市場。案發現場被封鎖，其附近的倫敦國王學院、英國新聞集團大樓等其他建築亦是，紀念碑地下站及倫敦橋站亦於當時關站。
警方稱事先並沒有獲得相關情報，因此對襲擊並不知情。
英國首相約翰遜事發時正在其選區為即將來臨的2019年英國大選拉票，事發後他趕回唐寧街10號。他稱讚應急機構與公眾展露了“莫大勇氣”，同時稱所有涉案者將會被逮捕歸案。倫敦市長薩迪克·汗感謝了緊急情況應對機構與公眾，並表示他們展現了“令人讚歎的英勇精神”。保守黨、工黨與自由民主黨皆暫停了大選的拉票活動。一場原定於星期六在劍橋大學大圣马利亚堂舉行的競選演講活動被取消，取而代之的是一場紀念死者的追思會。
倫敦警察廳廳長克麗絲達·狄克事發後發表文告，稱街道上將有更多警察進行巡邏，並將繼續封鎖倫敦橋。她亦呼籲公眾將任何可協助調查的照片、視頻及資訊發送給警方。
2019年11月30日，伊斯兰国宣称，英国伦敦桥袭击案是由其成员发动。